# Бичко Василь Петрович
Василь Петрович Бичко (нар. 7 січня 1959, село Плоске, тепер Тернопільського району Тернопільської області) — український радянський діяч, тракторист-комбайнер радгоспу імені Мічуріна Козівського району Тернопільської області. Депутат Верховної Ради УРСР 11-го скликання.

## Біографія
Освіта середня спеціальна. У 1980 році закінчив Бережанський технікум механізації та електрифікації сільського господарства.
З 1974 року — помічник комбайнера, тракторист-комбайнер радгоспу імені Мічуріна села Теофіпілка Козівського району Тернопільської області.
Потім — на пенсії в селі Вікторівка Козівського району Тернопільської області.

## Нагороди
- орден Трудової Слави ІІІ ст.
- медалі